# Charge superposée
 (mai 2022).
Une charge superposée ou une charge empilée est une méthode utilisée par diverses armes à feu à chargement par la bouche, des mèches aux capsules à percussion, pour tirer plusieurs coups à partir d'un seul canon sans recharger. Dans un sens, les pistolets à charge superposée ont été les premières armes à feu automatiques, car ils permettaient de tirer plusieurs coups juste par pression sur la gâchette.

## Conception
Les charges superposées sont des charges qui sont placées dans le canon, l'une par dessus l'autre, de sorte qu'il y ait une séquence alternée de chargement de poudre, balle, poudre, balle, etc., pour le nombre de charges souhaité. Chaque charge est située au niveau d'une lumière qui permet la mise à feu de cette charge. Dans le cas le plus simple (allumage par mèche) chaque lumière est individuellement amorcée et enflammée par la mèche, d'avant en arrière. Chaque balle derrière la première (la plus près de la bouche) agit comme un sceau, pour empêcher l'allumage intempestif de la charge suivante.
Les pistolets à silex utilisant des charges superposées impliquaient souvent un chien coulissant, qui glissait le long du canon et se verrouillait en place à chaque lumière successive. Le chien était amorcé, armé et tiré à chaque lumière pour décharger des charges successives. Certaines conceptions de pistolets à amorces de fulminate utilisaient plusieurs chiens, chacun impactant une lumière conduisant à une charge différente, permettant un véritable tir rapide.

## Histoire
Des conceptions utilisant des charges superposées sont apparues périodiquement tout au long de l'histoire des armes à feu, bien qu'elles n'aient rencontré qu'un succès limité. Elles ont toujours été victimes de problèmes de charges successives tirant ensemble, ce qui peut entraîner l'éclatement du canon et blesser l'utilisateur.
Par ailleurs la lenteur du chargement et la précision nécessaire interdisaient un usage militaire.

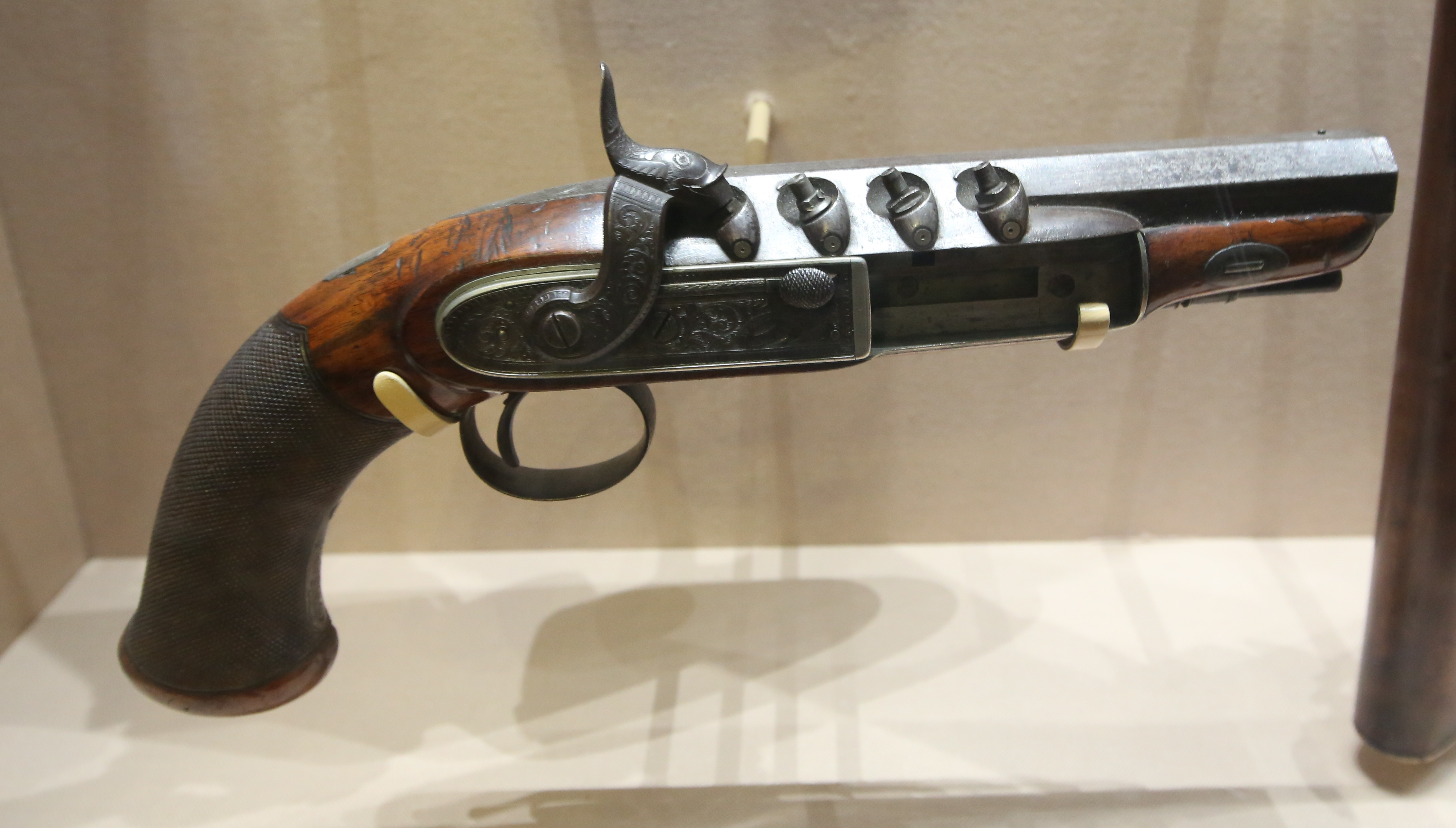
Un pistolet à percussion à charge superposée fabriqué en Grande-Bretagne par William Mills vers 1830

- Une des premières mentions de charges superposées est faite par Giambattista della Porta dans son livre Magia naturalis (1558), dans lequel il décrit un pistolet en laiton qui pourrait décharger dix balles ou plus « sans interruption[2] ». La description de Porta est très similaire à une bougie romaine, en ce sens qu'elle utilise une charge propulsive surmontée d'une boule sous-dimensionnée, suivie d'une charge à combustion plus lente pour ajouter un retard, se répétant jusqu'à ce que la bouche soit atteinte. La chaîne de charges est tirée en enflammant la dernière couche de poudre à combustion lente, après quoi le pistolet tire chaque charge successivement sans interruption possible[3]. Pour une arme tenue à la main, vu le recul, la moindre visée est impossible après le départ de la première charge.
- Samuel Pepys mentionne également dans une entrée de 1662 de son journal une arme à feu qui se déchargerait sept fois et la décrit comme « très utile[4] ».
- Un brevet britannique pour les charges superposées dans un seul canon a été délivré en 1682 à Charles Cardiff[1].
- Un autre brevet britannique utilisant des charges superposées et comportant un verrou coulissant a été délivré à John Aitken en 1780.
- L'inventeur américain Joseph Belton a très tôt combiné les concepts de charge superposés dans le pistolet à silex Belton, qui utilisait un chien coulissant avec plusieurs trous de contact pour enflammer des ensembles séparés de charges fusionnées, permettant plusieurs mises à feu à chaque pression sur la gâchette et plusieurs coups successifs en repositionnant et en rechargeant le bassinet. Belton a tenté d'obtenir une licence pour son invention auprès du Congrès continental en 1777, et de l'armée britannique ainsi que de la Compagnie des Indes orientales en 1784[5],[6],[7].
- Un armurier américain, Isaiah Jennings, produisit une arme à charge superposée mentionnée dans un article du New York Evening Post le 10 avril 1822. L'article affirme que l'arme se compose d'un seul canon et chien, qui peut tirer quinze à vingt charges, qui peuvent être tirées en l'espace de deux secondes par charge. Le pistolet de Jennings ajoute, en plus du chien coulissant et des multiples lumières des conceptions antérieures, un mécanisme pour amorcer automatiquement le bassinet, ce qui signifie que chaque coup peut être tiré en armant simplement le chien et en appuyant sur la gâchette[8]. Une version à silex à 12 coups et à chargement par la culasse du fusil Jennings, numéro de série 1, a été vendue 34 000 $ US aux enchères en 2006[9].

Le système Métal Storm a également essayé d'utiliser le concept mais sans succès